# Séminaire de Laon
L'ancien séminaire de Laon, dans le département français de l'Aisne, date du XVIIIe siècle.

## Histoire
Le cardinal César d'Estrées achetait en 1656 un bâtiment proche de son Palais pour y installer un séminaire. Il jouxtait le rempart et se trouvait entre le Palais et la citadelle. Il communiquait par une porte avec le palais jusqu'à ce que Mgr Sabran ne la fit murer.
L'enseignement se fit en premier lieu sous la coordination des prêtres de Saint-Nicolas du Chardonnet, puis les Oratoriens à partir de 1674. L'abbé Jacques de Barillon y avait institué une bourse pour des élèves pauvres, bourse prise sur les revenus du prieuré de Gizy. En 1799 le bâtiment fut acheté par la commune pour servir de lieu de détention de prisonniers de guerre, puis un pensionnat, de nouveau un lieu de détention avant de devenir un asile pour jeunes filles sourdes, aveugles ou muettes.
La chapelle, les sous-sols médiévaux et modernes ainsi que les élévations ont été inscrits à l'inventaire des Monuments historiques en 2005.

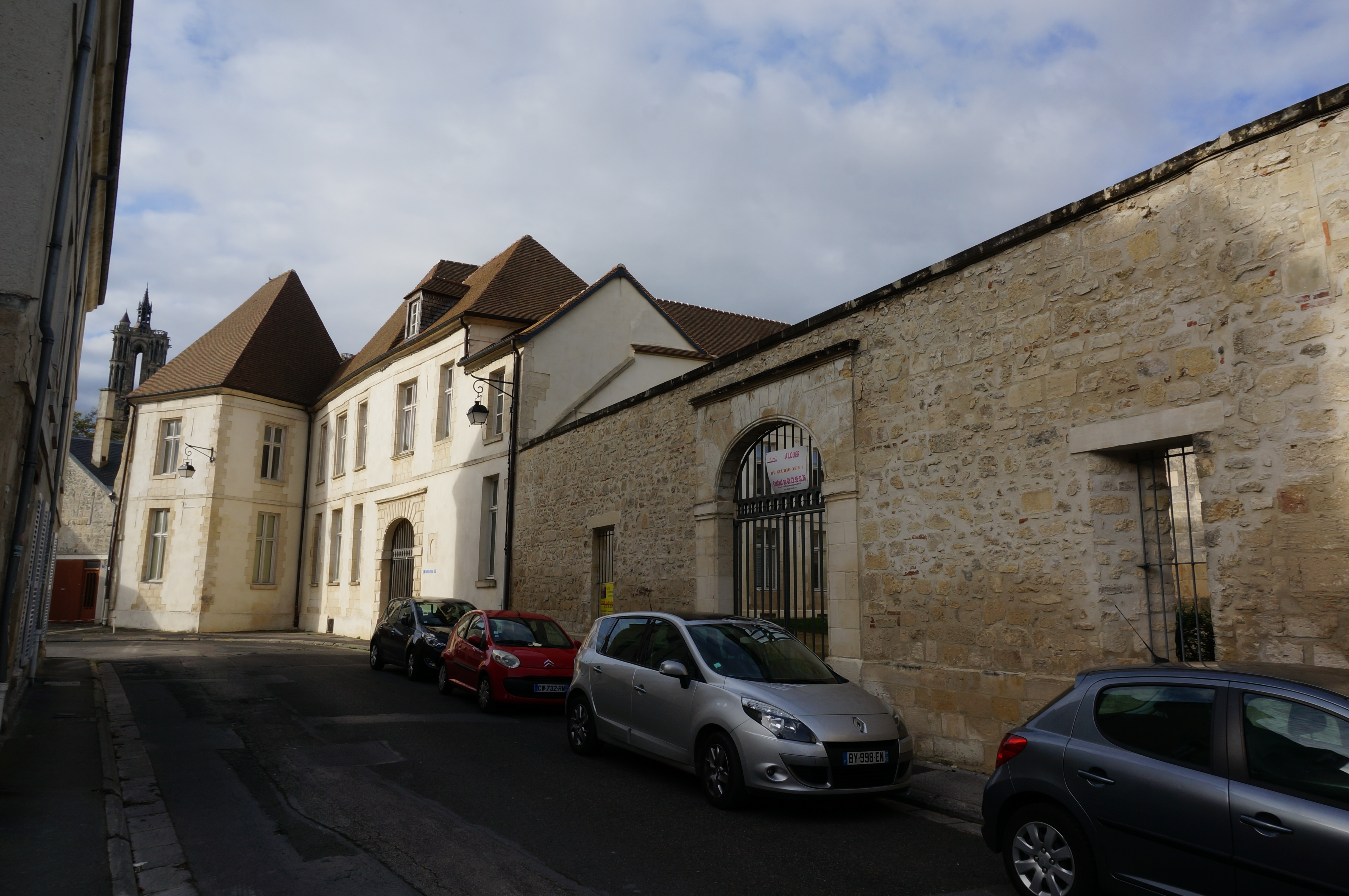
Porte sur la rue st-Pierre-au-marché.